# Monts de Blom
Els monts de Blom són els primers contraforts del Massís Central que superen els 400 metres des de l'Atlàntic. Tanquen la part occidental dels Monts de la Marche.
Es tracta d'un petit territori en el departament de l'Alta Viena, d'una quinzena de quilòmetres d'est a oest i de 6 quilòmetres de nord a sud, a uns trenta quilòmetres de Limoges, a l'oest del departament. Els contraforts del massís també arriben al departament de la Charente, als municipis de Montrollet (368 m) i Saint-Christophe (340 m).
El massís té la cota màxima a 514 metres en dos punts, el primer Les Marcoux entre els llocs de Le Charlet i La Bétoulle, el segon a Les Chapus al costat del mas de Bachellerie, tots dos al municipi de Blom. Està a cavall dels municipis de Blom, Montrol-Sénard, Mortemart, Cieux, Vaulry i Chamboret.
El paisatge és essencialment constituït per boscos i prats al voltant dels pobles. Els Monts de Blond contenen diversos menhirs i dòlmens del Neolític, però també nombrosos caos granítics, element característic de la regió. Aquestes pedres tenen noms ben evocadors: pedra xampinyó, pedra dels sacrificis... Un dels caos, els Roquers de Puychaud marca la frontera entre la llengua d'oc i la d'oïl. En realitat no es pot distingir la frontera lingüística clarament, sinó que és un límit on les característiques d'oïl ja no són més presents al sud, encara que al nord sí que podem trobar elements característics de l'occità.
Els Monts de Blond conserven alguns terrenys assecats com a Frochet al municipi de Bussière-Boffy i a Ceinturat, els dos constistueixen zones Lloc d'Importància Comunitària. El conjunt del massís constitueix un lloc natural protegit per l'interès del paisatge, dels pobles i sobretot dels caos rocosos.